# 大西洋斜鋸牙鯊
大西洋斜锯牙鲨（學名：Rhizoprionodon terraenovae），是軟骨魚綱真鯊目真鲨科斜鋸牙鯊屬一種，分布於西大西洋加拿大新不倫瑞克省至墨西哥灣到巴西海域，深度0至280公尺，本魚體延長且粗壯，頭部扁平，吻尖細長，上唇溝長，頭部兩側嘴角後方擴大的下顎孔總數通常超過16個，成魚的牙齒呈鋸齒狀，背鰭2個，第一背鰭起點通常位於胸鰭尖端上方，第二背起點在肛門中間基部上方，體為灰色或灰棕色，下面白色，胸鰭有白色邊緣，背鰭有暗色尖端，體長可達110公分，體重可達7.3公斤，壽命可達19年，棲息在潮間帶至大陸棚、海灣、河口區，屬肉食性，以硬骨魚、甲殼類、腹足類等為食，胎生，雌魚一次可產下1至7尾幼魚，可作為食用魚。

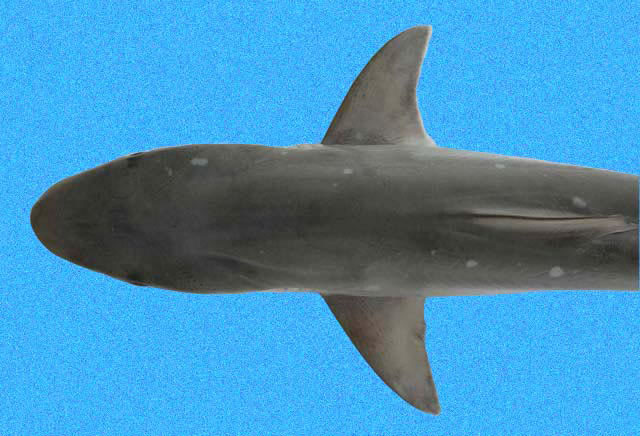
頭頂
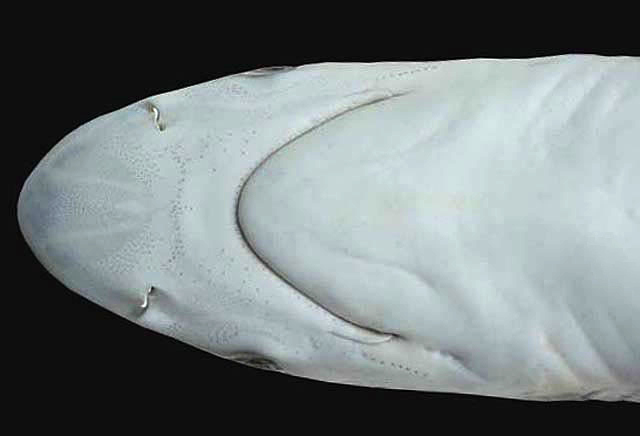
頭部下方
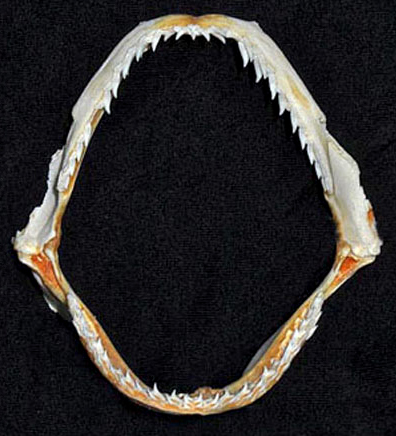
上下顎
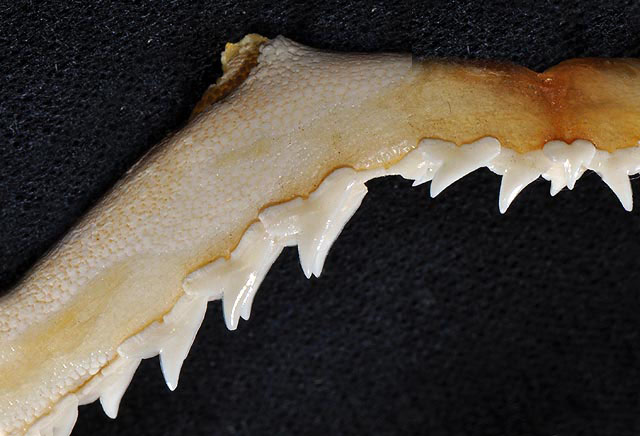
上排牙齒
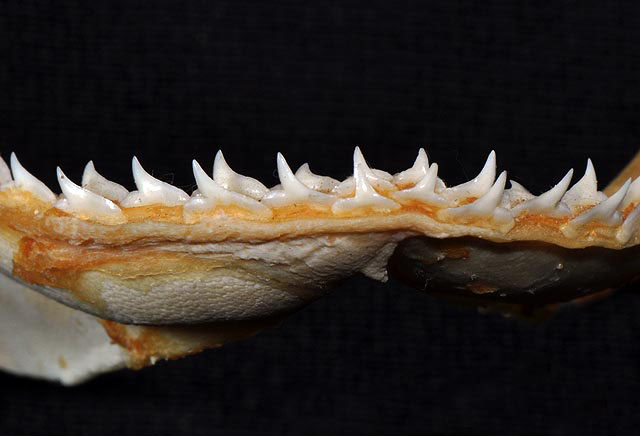
下排牙齒